# Chisako Hara
Chisako Jissōji (実相寺 知佐子, Jissōji Chisako), née le 6 janvier 1936 à Takaoka, préfecture de Kōchi et morte le 19 janvier 2020 à Tokyo, plus connue sous le nom de scène Chisako Hara (原 知佐子, Hara Chisako), est une actrice japonaise surtout connue pour avoir joué dans Akai giwaku, Kishibe no Album, et la franchise Ultraseries.

## Biographie
Chisako Hara est née le 6 janvier 1936 dans la ville de Takaoka (maintenant Tosa, Kōchi).
Au cours des années 1970, elle devient célèbre pour son rôle dans les séries Akai.
Dans le livre de 2017 The Movie History of the Heretic New Toho, Chisako Hara discute de son appartenance à la compagnie Shintōhō avec Noriko Kitazawa et d'autres.
Elle meurt à l'âge de 84 ans le 19 janvier 2020 dans un hôpital de Tokyo en raison d'un sarcome maxillaire.

### Vie privée
Chisako Hara est l'épouse du réalisateur d'Ultraman, Akio Jissōji. Leur fille aînée Ako Jissōji (ja) est actrice.

## Filmographie partielle
Sauf indication contraire, les informations mentionnées dans cette section peuvent être confirmées par la base de données cinématographiques IMDb,  présente dans la section « Liens externes ».

### Cinéma
- 1960 : Kuroi gashū: Aru sarariman no shōgen (黒い画集 あるサラリーマンの証言?) de Hiromichi Horikawa : Chieko Umetani
- 1960 : À l'approche de l'automne (秋立ちぬ, Aki tachinu?) de Mikio Naruse
- 1960 : Histoire singulière à l'est du fleuve (濹東綺譚, Bokutō kitan?) de Shirō Toyoda : Otoki
- 1961 : La Nuit des femmes (女ばかりの夜, Onna bakari no yoru?) de Kinuyo Tanaka : Kuniko Sugimoto
- 1964 : Fleur pâle (乾いた花, Kawaita hana?) de Masahiro Shinoda
- 1965 : Kamo (かも?) de Hideo Sekigawa : Mutsuko Aoki
- 1967 : Quand le gâteau de sucre s'effondre (砂糖菓子が壊れるとき, Satogashi ga kowareru toki?) de Tadashi Imai : Harue Sakai
- 1967 : La Femme du docteur Hanaoka (華岡青洲の妻, Hanaoka Seishū no tsuma?) de Yasuzō Masumura : Okatsu, la sœur aînée d'Unpei
- 1969 : Oretachi no kōya (俺たちの荒野?) de Masanobu Deme
- 1971 : La Cérémonie (儀式, Gishiki?) de Nagisa Ōshima
- 1974 : La Vie d'une courtisane (あさき夢みし, Asaki yumemishi?) d'Akio Jissōji : Mei, la servante de Shijō
- 1975 : Les Préparatifs de la fête (祭りの準備, Matsuri no junbi?) de Kazuo Kuroki
- 1978 : Tsubasa wa kokoro ni tsukete (翼は心につけて?) de Hiromichi Horikawa
- 1982 : La Tour des lys (ひめゆりの塔, Himeyuri no tō?) de Tadashi Imai
- 1987 : Hachiko (ハチ公物語, Hachikō monogatari?) de Seijirō Kōyama
- 1992 : Tōki rakujitsu (遠き落日?) de Seijirō Kōyama
- 1998 : Wait and See (あ春, Ah haru?) de Shinji Sōmai : la tante de Mizuho
- 1998 : D-Zaka no satsujin jiken (Ｄ坂の殺人事件?) d'Akio Jissōji
- 2001 : Yurisai (百合祭?) de Sachi Hamano (en)
- 2002 : Dark Water (仄暗い水の底から, Honogurai mizu no soko kara?) de Hideo Nakata : Kayo
- 2003 : Warabi no kō (蕨野行?) de Hideo Onchi : Chiya
- 2005 : Ubume no natsu (姑獲鳥の夏?) d'Akio Jissōji
- 2005 : Rampo Noir (乱歩地獄, Ranpo jigoku?), segment Kagami jigoku d'Akio Jissōji
- 2007 : Tokyo Tower: Mom and Me, and Sometimes Dad (東京タワー 〜オカンとボクと、時々、オトン〜, Tōkyō tawaa ~ okan to boku to, tokidoki, oton ~?) de Jōji Matsuoka
- 2016 : Godzilla Resurgence (シン・ゴジラ, Shin Gojira?) de Hideaki Anno et Shinji Higuchi

### Télévision
- 1964 : Danryū
- 1965 : Tōkyō keibi shirei Za gâdoman
- 1965 : Atomic Rulers
- 1965 : Attack from Space
- 1966 : Evil Brain to Outer Space : Kyōko Sakurai
- 1969 : Shi to sora to
- 1974 : Akai giwaku
- 1974 : Ultraman Reo
- 1976 : Akai shōgeki
- 1977 : Kishibe no arubamu : Tokia Kawada (4 épisodes)
- 1977 : Akai gekiryū
- 1978 : Akujo ni tsuite
- 1982 : kemonomichi : femme de Hisatsune (2 épisodes)
- 1989 : Hotel monogatori natsu!
- 1995 : Hōbiki no Tatsu torimonochō : Kiyo
- 1996 : Tori kaeru
- 1998 : P.A.
- 1998 : Nanase futatabi chōnōryokusha kanzen massatsu : la reporter
- 2000 : Hanamura Daisuke : Yoshie Toda (1 épisode)
- 2004 : Ultraman: Dark Fantasy
- 2016 : Ultraman Orb : Akie Kishine (1 épisode)